# Teatr 38
Teatr 38 – krakowski eksperymentalny teatr dramatyczny założony w 1957 roku z inicjatywy Waldemara Krygiera. 

## Historia
W 1959 roku Mały Teatr Akademicki, który działał przy Uniwersytecie Jagiellońskim został przekształcony w Teatr 38. Waldemar Krygier znalazł dla teatru nowe miejsce dla teatru w kamienicy nr 8 przy Karkowskim Rynku. W 1960 roku Krygier po buncie zespołu odchodzi z teatru. Zastępuje go aktor Andrzej Skupień. Okres największej świetności Teatru przypadł na lata 1959–1968. W roku 1974 Teatr zawiesił swą działalność. Teatr został reaktywowany w roku 1979 przez Piotra Szczerskiego. Zamknięty w grudniu 1981 roku po ogłoszeniu stanu wojennego. Teatr 38 ponownie wznowił działalność już w lutym 1982 roku pod patronatem Uniwersytetu Jagiellońskiego. W lipcu 1989 roku został pozbawiony dotychczasowej siedziby, działał gościnnie w CK Rotunda. W 1992 roku Piotr Szczerski został dyrektorem Teatru im. Żeromskiego w Kielcach, a Teatr 38 z powodu braku kierownictwa rozwiązał się.
Pomimo swej burzliwej historii, Teatr 38 działa dziś pod egidą Instytutu Sztuki, który jest również patronem krakowskiego klubu Pod Jaszczurami. Współczesny Teatr 38 kontynuuje tradycje prezentowania przedstawień awangardowych, będąc również ważnym  miejscem na kulturalnej mapie Krakowa. 
Ważnymi postaciami teatru byli: Małgorzata Grzesik (obecnie Małgorzata Jasiak), Henryk Jasiak oraz Krzysztof Kowalski (zagrał m.in. postać Józefa K. w Procesie, który odbił się dużym echem w środowisku teatralnym tamtych lat). Z Teatrem związani byli również m.in. Jan Güntner, Jan Kaiser i Ryszard Przewłocki.